# Guianacara stergiosi
Guianacara stergiosi är en fiskart som beskrevs av López-fernández, Taphorn Baechle och Kullander 2006. Guianacara stergiosi ingår i släktet Guianacara och familjen Cichlidae. Inga underarter finns listade i Catalogue of Life.